# Scopula peractaria
Scopula peractaria är en fjärilsart som beskrevs av Walker 1866. Scopula peractaria ingår i släktet Scopula och familjen mätare. Inga underarter finns listade.